# Xaveri Rwanda
Xaveri Rwanda est un mouvement de la jeunesse catholique au Rwanda. Il fait partie du Mouvement Africain Xaveri et est membre de la Fédération internationale des mouvements catholiques d'action paroissale (Fimcap).

## L'histoire
Le 31 octobre 1990, Xaveri signé avec 16 autres mouvements de jeunesse et la Commission Épiscopal de la Pastorale du Rwanda, une déclaration commune a condamné l'agression de gangs armés de la NRA et de l'Armée Ougandais régulière et surtout aussi l'enrôlement forcé d'enfants pour ces activités violentes.
En 2015 Xaveri Rwanda a accueilli la Fimcap Wold Camp. Le camp thématisée des Droits de l'enfant ainsi que le récent chapitre sombre de l'histoire du Rwanda, le Génocide au Rwanda. À la mémoire du génocide et en solidarité avec toutes les victimes de la les participants de la World Camp a aidé à construire une maison pour les victimes du génocide à venir ensemble.